# دورا سودربری
دورا سودربری (سوئدی: Dora Söderberg؛ ‏ ۱۰ نوامبر ۱۸۹۹ – ۹ نوامبر ۱۹۹۰) بازیگر اهل سوئد و دخترِ نمایشنامه‌نویس و رمان‌نویس سوئدی یلمار سودربری بود.
از فیلم‌هایی که وی در آن نقش داشته‌است، می‌توان به من کنجکاوم (زرد) و پی و بی اشاره کرد.